# Crucero pesado

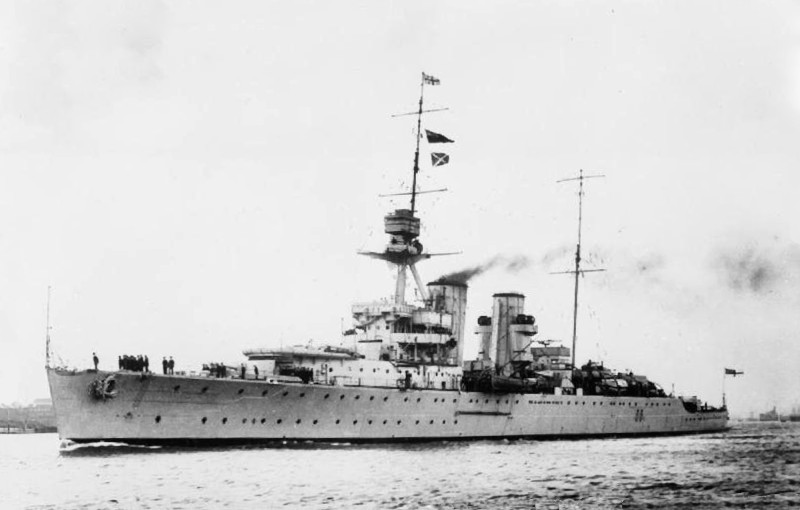
, de la clase Hawkins, un crucero pesado según los límites del Tratado Naval de Washington.

Los cruceros pesados fueron un tipo de crucero, un buque de guerra diseñados para operar a largo alcance, dotados de una alta velocidad y, normalmente. cañones de 203 mm (8 pulgadas). Los cruceros pesados, fueron diseñados entre 1915 y 1945, aunque el término 'crucero pesado' solo fue formalmente utilizado desde 1930. Los inmediatos precursores de los cruceros pesados, fueron los cruceros ligeros diseñados entre las décadas de 1900 y 1910, que a su vez, fueron precedidos por los cruceros acorazados hasta 1905.

## Evolución y Definición
A finales del siglo XIX, los cruceros, estaban clasificados como de primera, segunda y tercera clase dependiendo de sus capacidades y características. Los de primera clase, normalmente, eran cruceros acorazados, en ocasiones, difíciles de distinguir de un pequeño acorazado pre-dreadnought. Los ligeros, baratos y rápidos, conformaban lo de segunda y tercera clases, que solían poseer una cubierta protectora antes que cascos blindados, y que fueron conocidos como cruceros protegidos. En la primera década del siglo XX los cruceros acorazados evolucionaron hasta convertirse en cruceros de batalla, incrementando notablemente su tamaño y su coste. Al mismo tiempo, los cruceros de tercera clase comenzaron a portar blindaje de acero en su casco y empezaron a conocerse como cruceros ligeros. El hueco entre los gigantescos cruceros de batalla de hasta 20 000 t con cañones de 305 mm (12 pulgadas), y los pequeños cruceros ligeros de 5000 t y cañones de 101,6 mm (4 pulgadas) o 152,4 mm (6 pulgadas), dejaba lugar a un tipo intermedio.
El primer diseño fue el 'crucero Atlántico' en 1912, el cual proponía un amplio radio de acción y un desplazamiento de unas 8000 t con cañones de 190 mm (7,5 pulgadas), que respondía al rumor de que Alemania estaba construyendo cruceros para atacar buques mercantes en el Atlántico con cañones de 170 mm. Cuando se comprobó que dichos buques alemanes no existían, se tomó la decisión de no construir los 'cruceros atlánticos'. Aunque en 1915, resurgió el requerimiento de cruceros de largo alcance, a cambio de blindaje, que dio lugar a la clase Hawkins, la cual portaba cañones de 190 mm (7,5 pulgadas) y un desplazamiento por debajo de 10 000 t. 
Es importante recalcar que los antiguos cruceros acorazados no son los ancestros de los cruceros pesados, como se ha sugerido en ocasiones. En 1905 los cruceros acorazados tenían unas dimensiones y capacidades similares a las de los acorazados pre-dreadnouhgt de su época, con un desplazamiento cercano a las 15 000 t, considerablemente mayor que las 10 000 t de los cruceros pesados. 
Su propulsión, al igual que en todos los buques de la época, corría a cargo de turbinas de vapor, que le permitían alcanzar velocidades muy superiores a las de sus predecesores.

### Tratado naval de Washington

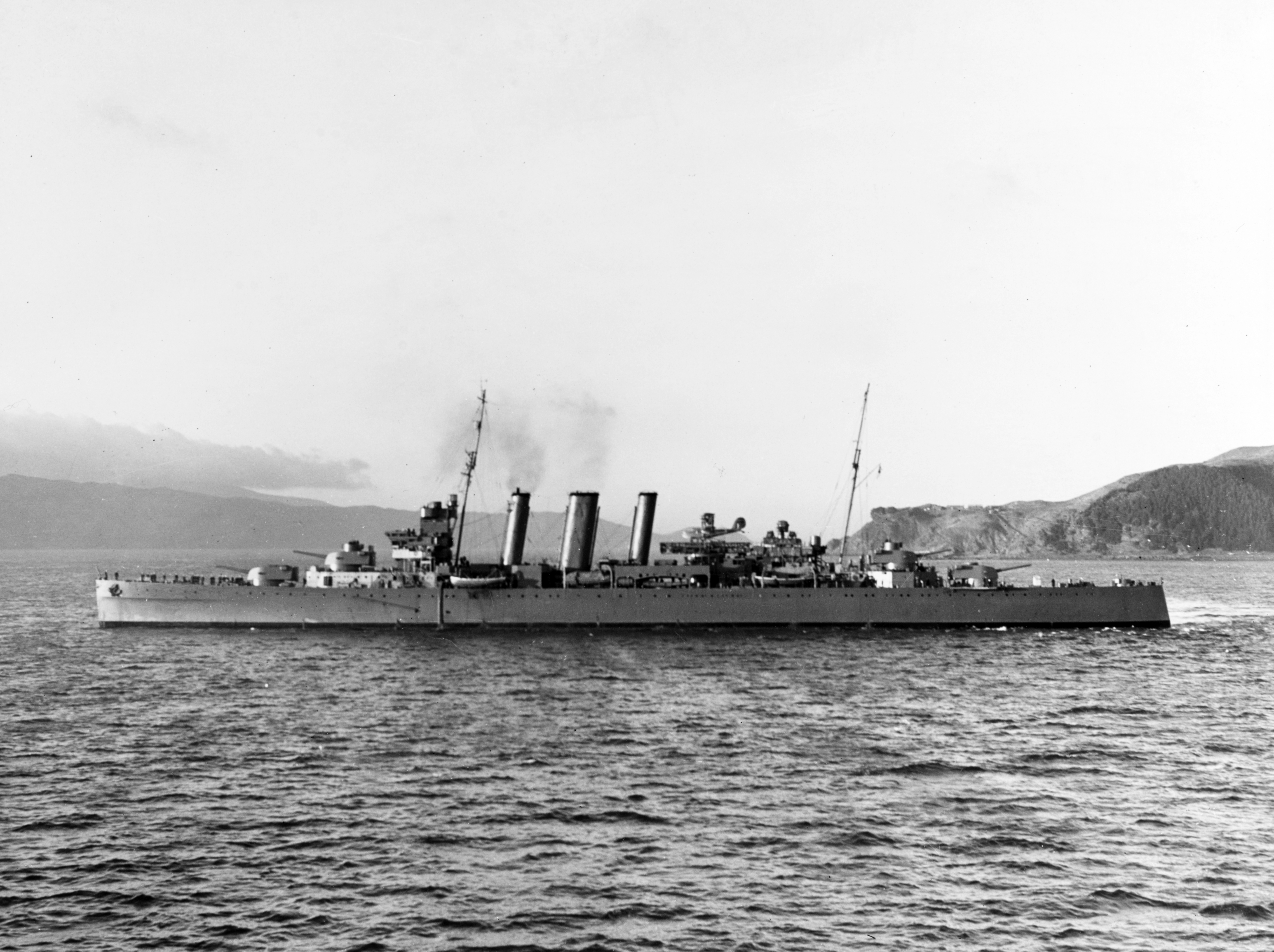
, un crucero pesado de la clase County. Abandonando Wellington para unirse a la invasión de Guadalcanal y Tulagi el 22 de julio de 1942

El tratado naval de Washington de 1921 introducía unos límites muy estrictos para la construcción naval de acorazados y cruceros de batalla, y definía a estos buques como los de más de 10 000 t de desplazamiento estándar o con armamento de un calibre superior a 203 mm (8 pulgadas). Bajo estos límites había menos restricciones a aplicar. Las 10 000 t y 155 mm (6 pulgadas), se fijó como referencia máxima para los cruceros ligeros. 
La emergencia de esta nueva clase de poderosos cruceros, ocasionó en ocasiones carreras armamentísticas. La armada japonesa tenía la doctrina de construir los más poderosos buques de cada clase, por lo que desarrolló varias clase de cruceros pesados. Británicos y estadounidenses comenzaron a construir más influenciados por el deseo de no quedar atrás frente a Japón que por sus verdaderas necesidades. Con los acorazados severamente limitados por el tratado naval y los portaaviones aún en fase de desarrollo, la cuestión del crucero llegó a ser el único foco de disputa naval. Los británicos, sostenidos por su economía y sus responsabilidades globales, se vieron favorecidos por el ilimitado número de cruceros que les permitía el tratado, aunque tuvieran el estricto límite de las 10 000 t por buque. Los estadounidenses se oponían y pretendían un estricto control de número de estos buques. El desacuerdo entre estadounidenses y británicos terminó por romperse en la conferencia naval de 1927. 
Durante los años 20 el límite de las 10 000 t no fue respetado estrictamente. Los diseñadores británicos, franceses y estadounidenses trabajaban generalmente en este límite con precisión. La clase Myoko, aunque en diseño la respetaba, subió de desplazamiento al rediseñarse con un armamento mayor rompiendo el tratado, aunque finalmente hubieron de reducirles el peso por motivos de diseño en los años 30. Los clase Deutschland alemanes, los cuales bajo el Tratado de Versalles de 1919 eran buques acorazados de defensa costera, eran en realidad cruceros pesados con cañones de mayor calibre 280 mm (11 pulgadas), al costo de reducir su velocidad; su desplazamiento declarado era de 10 000 t, pero en la práctica era considerablemente mayor.

### Tratado Naval de Londres

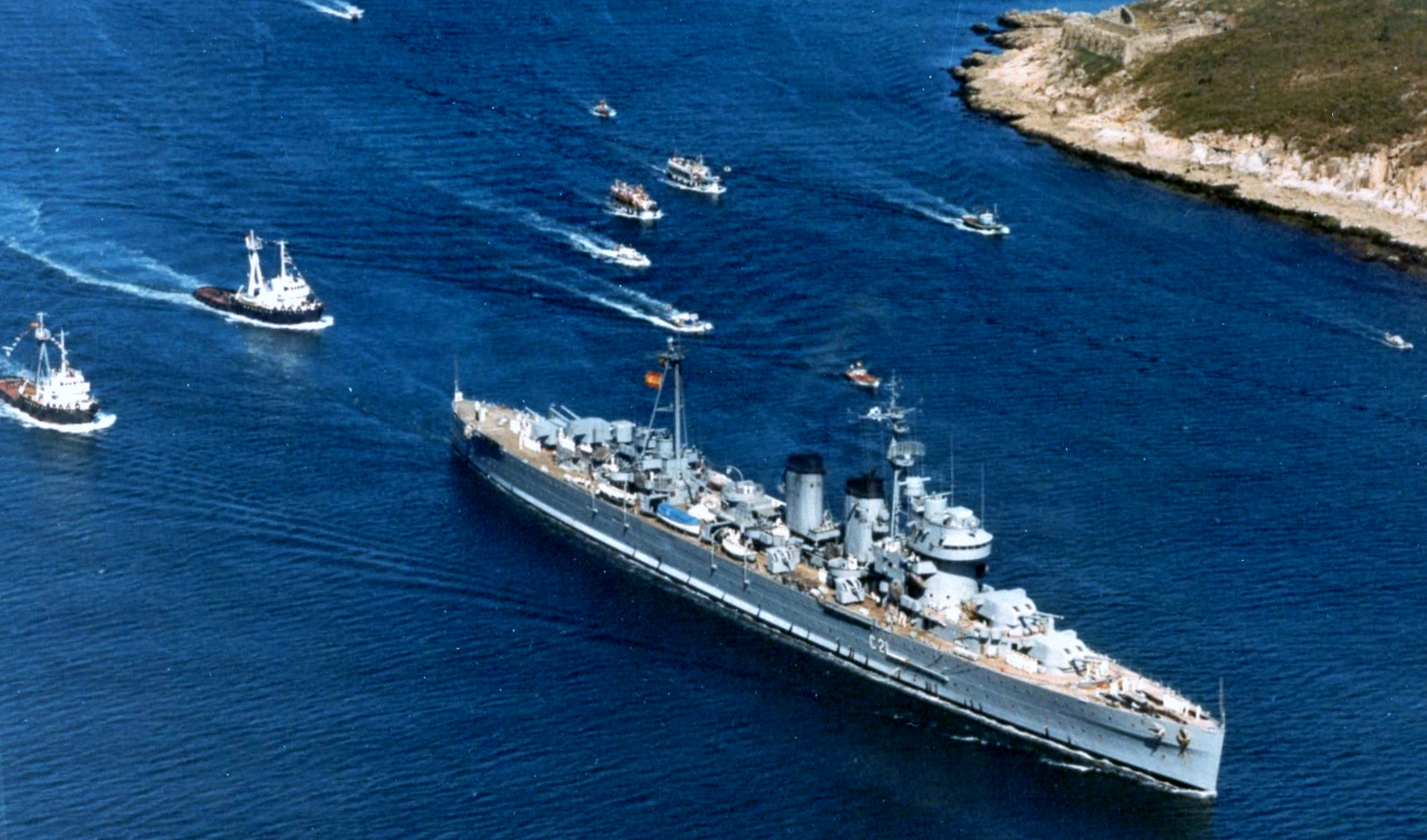
El crucero Canarias, de la armada española

En 1930 el Tratado Naval de Washington se extendió con el Tratado Naval de Londres, en el cual, finalmente, se ordenaron los argumentos sobre los cruceros. El tratado, definió ambos como:
- cruceros pesados - aquellos con calibres superiores a 155 mm (6.1 pulgadas)
- cruceros ligeros - aquellos con armas de menor calibre.

El límite de 10 000 t de desplazamiento se aplicaba a ambos. Este fue el punto en el cual al final los cruceros ligeros y pesados fueron diferenciados oficialmente.
El nuevo tratado era satisfactorio para británicos y estadounidenses. Sin embargo, ofendió profundamente Japón al verse seriamente limitado el número de cruceros pesados que la Armada Imperial podría tener, pues consideraba a los cruceros pesados como buques de guerra dominantes en una línea de batalla con sus cañones de 8 pulgadas y torpedos pesados. La Armada Imperial puso menos prioridad en los cruceros ligeros, de los cuales la mayor parte de sus existencias databan de los años 20 y fueron relegados en su mayor parte a las escuadrillas principales de destructores. La solución japonesa adoptada fue construir los clase Mogami clasificándolos como cruceros ligeros de 10 000 toneladas con quince cañones de 6,1 pulgadas. En la práctica desplazaban sobre 12 000 toneladas y fueron pensados para sustituir sus torretas por otras con 10 cañones de 203 milímetros, sacando a la luz lo absurdo de la clasificación de cruceros.
Alemania también traspasó los límites del tratado con la clase Admiral Hipper con un desplazamiento de 14 000 t.
A mediados de los años 30, Gran Bretaña, Francia e Italia dejaron de construir cruceros pesados debido a que, en un enfrentamiento de cruceros, era preferible un mayor número de piezas de 155 mm, a un número limitado de 203 mm. Los pesados cañones de 203 mm suponían una pequeña ventaja frente a la mayor protección que podían portar al reducir su armamento a 155 mm, dentro ambos de las 10 000 t. Llegaron a construirse buques con 12 cañones de 155 mm con la clasificación de crucero ligero, capaces de enfrentarse de igual a igual a un crucero pesado, con lo cual se terminó dejando sin sentido esta clasificación.
El tratado naval de Londres de 1936, fue principalmente una negociación entre la Gran Bretaña y los Estados Unidos que nunca llegó a ser ratificada. Se abolieron los cruceros pesados y se limitaron los ligeros a 8000 t y cañones de 155 mm. Esto se respetó en la Gran Bretaña, pero en los Estados Unidos se continuaron construyendo cruceros pesados, culminando en la clase New Orleans y el USS Wichita.

### Segunda Guerra Mundial

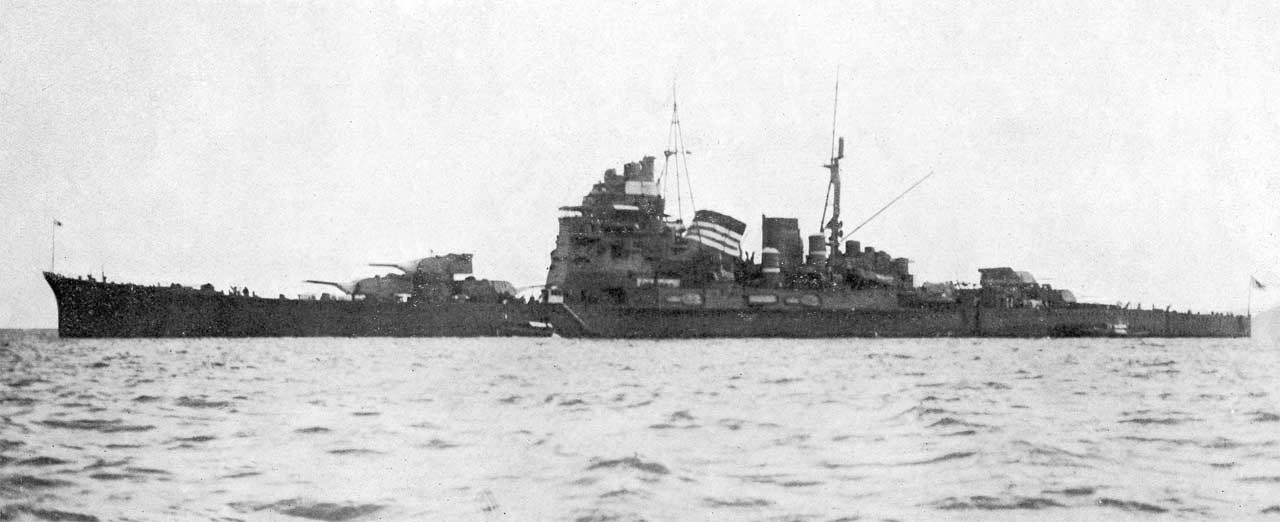
crucero pesado líder de la clase Takao.

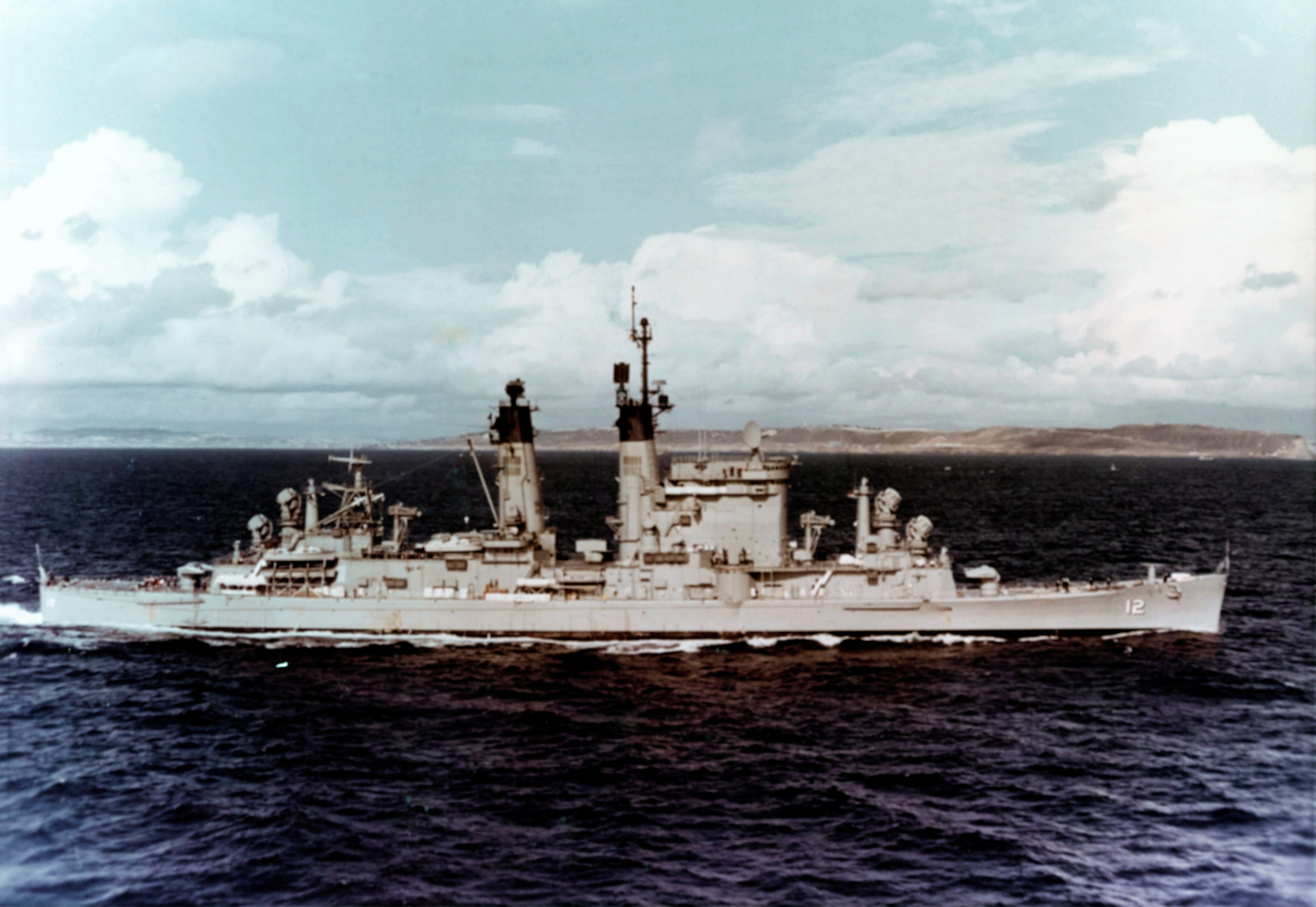
en 1965. Originalmente, un crucero de clase Baltimore, fue reconstruido como crucero lanzamisiles guiados de la clase Albany.

Los cruceros pesados volvieron a ser construidos cuando las naciones en conflicto decidieron no respetar las restricciones impuestas en el tratado naval de Londres. 
Los alemanes construyeron su Clase Admiral Hipper de 14 000 t a pesar del acuerdo naval Anglo-alemán. 
Los Estados Unidos construyeron la clase Baltimore durante la guerra. Mientras que en los primeros cruceros predominaba el armamento torpedero, especialmente en los japoneses, en los últimos predominaba el armamento antiaéreo, especialmente en los estadounidenses, que les asignaron el papel de escoltas antiaéreos para los portaaviones. Muchos de los cruceros pesados japoneses fueron hundidos por aviones o submarinos con una pequeña cantidad de enfrentamientos directos de superficie
Los Estados Unidos construyeron los últimos cruceros pesados, que fueron finalizados poco antes de finalizar la contienda. Los clase Baltimore eran 17 buques, incluidos los 6 con ligeras diferencias de la clase Oregon City. La clase Des Moines fueron los últimos cruceros pesados construidos, aunque basados en los Baltimore eran considerablemente más pesados debido a sus cañones de tiro rápido de 203 mm. Adicionalmente, dos portaaviones fueron construidos sobre cascos derivados de la clase Baltimore', dando lugar a la clase Saipan.
Los mayores cruceros pesados fueron los también llamados "grandes cruceros" de la clase Alaska, aunque según que fuente se consulte estos aparecen catalogados como cruceros de batalla o incluso acorazados, aunque por blindaje, que suponía un 16% del peso total, se parece más a un crucero pesado que a un crucero de batalla de la Primera Guerra Mundial como el Hood, que contaba con un blindaje que suponía el 30% del peso total del buque, como en los acorazados Scharnhorst y North Carolina con un 40% de peso utilizado en el blindaje.
El uso de los cruceros pesados cayó tras el final de la Segunda Guerra Mundial y solo siguieron algunos en activo en la Armada de los Estados Unidos hasta los años 70, tras ser convertidos en cruceros lanzamisiles guiados (CG). El Canarias, de la armada española, fue el último crucero pesado en ser retirado del servicio activo el 17 de diciembre de 1975.
El único crucero pesado que se conserva como buque museo, es el USS Salem.